# Томислав Г. Панајотовић
Томислав Г. Панајотовић (рођен 12. октобра 1939. године у Пироту, Краљевина Југославија) је српски публициста. Дипломирао је на Правном факултету у Београду 1962. године. До 1992. године професионално се бавио новинарством. У два мандата (1994—1997. и 2001—2004) био је посланик Демократске странке у Народној скупштини Републике Србије. Био је и председник општине Пирот (1997—2000). 
Објавио је три књиге дневничких записа из Скупштине Србије:
- Дневник једног посланика I (1999)
- Дневник једног посланика II (2002)
- Руж(ш)ење скупштине (2004)

Поред ових књига, написао је и моноге друге из области историје, етнологије, карактерологије, дијалектологије и публицистике, као и неколико позоришних комада. Главни је уредник Пиротског лексикона (2012). Аутор је колумне Мијалко Раснички вам пише у листу „Слобода“.
Године 2017. је публиковао дело Пирот кроз векове.
Архив у Пироту ће преузимањем личних докумената и документа делатности Томислава Г. Панајотовића, формирати Лични архивски фонд Томислав Г. Панајотовић.